# Tomopterus tetraspilotus
Tomopterus tetraspilotus là một loài bọ cánh cứng trong họ Cerambycidae.